# Azione immediata
Azione immediata (Immediate Action) è un romanzo autobiografico scritto da Andy McNab, pubblicato nel Regno Unito nel 1995 e in seguito in italiano nel 1998 da Longanesi.
Il libro ha come protagonista lo stesso McNab, che racconta la biografia della sua vita, dalla giovinezza fino alle operazioni nei più remoti angoli del mondo come soldato dello Special Air Service britannico.

## Trama
Andy McNab nasce a Londra il 28 dicembre 1959, abbandonato dalla madre naturale, viene dato in adozione ad una famiglia di classe operaia residente a Peckham. Poco interessato allo studio, si guadagna da vivere facendo il commesso in un McDonald's e commettendo piccoli furti, fino a quando, nel 1975 viene arrestato dalla polizia per aver svaligiato un appartamento. Per evitare il carcere decide di arruolarsi volontario nell'esercito britannico, seguendo le orme del padre e del fratello maggiore, che avevano prestato servizio per alcuni anni come fucilieri. 
Fallito il test per diventare pilota di elicotteri dell'Army Air Corps, Andy viene consigliato dal reclutatore a fare domanda nei Royal Green Jackets, nel settembre 1976. Dopo otto mesi di addestramento a Folkestone, viene assegnato al 2º Battaglione RGJ e tra il luglio ed il novembre 1977 presta servizio a Gibilterra.
Nel dicembre dello stesso anno, diventato maggiorenne, viene spedito in Irlanda del Nord durante la guerra, e trascorre il turno compiendo continui pattugliamenti nelle campagne alla ricerca di terroristi del PIRA. Durante questo turno assiste alla morte del suo colonnello e di un giovane fuciliere, vittime di probabili attentati del PIRA. In seguito rimane coinvolto in un piccolo combattimento con due terroristi mentre difendeva un autoblindo Saracen bloccato nel fango; l'azione gli varrà un encomio.
Tornato con il suo battaglione a Tidworth, contea di Wiltshire, convola a nozze con la sua ragazza Christine e nel dicembre 1978, torna in Irlanda del Nord per un secondo turno di 6 mesi. La notte del 9 giugno 1979, durante un'operazione di pattuglia su di una strada di Castleblayney, la sua squadra rimane coinvolta in una sparatoria con 6 terroristi del PIRA a bordo di un camion agricolo. Nel corso del combattimento Andy, per salvare la sua stessa vita, si trova costretto uccidere per la prima volta un terrorista del PIRA; altri due terroristi ed un civile sono feriti gravemente, mentre tra i soldati nessuno è ferito o ucciso. Decorato con la Military Medal per la battaglia, Andy viene promosso caporalmaggiore e nel 1980, oltre a divorziare dalla moglie, diventa istruttore a Winchester per due anni.
Nel dicembre 1980, in una discoteca Andy si innamora di Debbie, infermiera ed ex-telefonista della Royal Air Force, e nell'agosto 1982 la coppia si sposa. Assegnato all'armata britannica sul Reno (un servizio ritenuto noioso all'inverosimile), Andy sente il bisogno di tornare in battaglia, nonostante la contrarietà della moglie, e decide di partecipare alla selezione delle forze speciali. Con il grado di sergente di fanteria, si trasferisce nel luglio 1983 alla caserma di Stirling Lines, a Hereford, per tentare la selezione per arruolarsi nello Special Air Service, il corpo speciale dell'esercito. Scartato per aver fallito una prova, nel gennaio 1984 tenta per la seconda ed ultima volta la selezione SAS.
Andy ed altri sei soldati sono i soli "sopravvissuti", su un gruppo originale di 180 militari, ad una durissima selezione, svoltasi tra il Galles, la giungla del Brunei e la brughiera inglese. Tornato a Stirling Lines riesce così ad ottenere il berretto color sabbia con il pugnale alato ed entrando, come soldato semplice, nel Troop 7 (Reparto Aviotrasportato), Squadrone B del 22º Reggimento SAS.
Assegnato al Reparto Aviotrasportato, Andy viene spedito in Malaysia e qui fa la conoscenza di alcuni veterani del Reggimento: Nosh, ex-paracadutista; Frank Collins, un cristiano devoto reduce dell'ambasciata del 1980; Al Slater, ex-istruttore del Reggimento Paracadutisti protagonista del telefilm della BBC I Para. Dopo vari addestramenti tra la giungla del Borneo e le caserme della madrepatria il Troop 7 si prepara per un tour in Irlanda del Nord, per prendere parte ad operazioni contro il PIRA. Le operazioni consistono nel proteggere poliziotti e soldati territoriali di Fermanagh nel mirino dei terroristi, operando con fucili d'assalto e in abiti civili. Un giorno lui e i suoi commilitoni salvano un maggiore dell'Ulster Defence Regiment da un agguato, anche se le pallottole vaganti provocano la morte di un civile.
Tra il 1º e il 2 dicembre i commando britannici ricevono poi l'ordine di dirigersi verso il Drumrush Hotel per sventare un attentato dinamitardo. Tre commilitoni di Andy intercettano dei terroristi in fuga e nella sparatoria che segue Al Slater e il terrorista  Antoin Mac Giolla Bride rimangono uccisi. Il successivo rastrellamento britannico nella zona porterà alla scoperta del cadavere di un secondo terrorista, morto per ipotermia mentre cercava di guadare un fiume. Frank Collins, molto amico di Al, viene così scosso dall'accaduto che decide di lasciare i corpi speciali per diventare pastore anglicano. 
Nell'aprile 1985 Andy viene spedito nell'Oman per prendere parte ad alcune esercitazioni di guerra nel deserto nella durata di tre mesi. Una volta rimpatriato Andy divorzia da Debbie dopo tre anni di matrimonio; a luglio viene spedito nelle giungle del Belize, per prendere parte ad operazioni di pattuglia contro i soldati del Guatemala, che minacciano di invadere l'ex colonia britannica, invasione che non avviene.
Nel gennaio 1986 Andy incontra in un bar la sua vicina Fiona, e dopo poco i due iniziano a convivere. Tuttavia nel maggio dello stesso anno è costretto a partire per le savane del Botswana, in Africa, per operazioni di ricognizione ed addestramento ai soldati del Botswana Defence Force contro le forze del Sudafrica. Anche se non si verificano scontri tra SAS e sudafricani due commilitoni di Andy, il sergente Joe Ferragher e Toby Testa d'Uovo vengono feriti da una caduta in montagna: Joe muore dopo una lunga agonia, mentre Toby, seppur ferito gravemente riesce a sopravvivere. 
Tornato in Inghilterra dal turno africano, Andy viene assegnato al CRW di stanza a Stirling Lines, dove si addestra continuamente alle operazioni di antiterrorismo. Un giorno lui e la sua unità ricevono la notizia che un commando di 6 terroristi della Jihad islamica ha occupato un'ambasciata israeliana di Liverpool, prendendo in ostaggio 27 persone. L'esecuzione di un ostaggio costringe il SAS ad un blitz, durante il quale il commando terrorista è eliminato e gli altri ostaggi salvati.
Fiona un giorno rivela a Andy di essere incinta. Nel febbraio 1987 Andy e Fiona diventano genitori di una bellissima bambina, Kate.
Nel maggio 1987 Andy e il suo commilitone Eno vengono chiamati nell'ufficio del comandante dello squadrone e quest'ultimo propone ai due di trascorrere due anni nel DET, agenzia di spionaggio che opera in Irlanda del Nord; i due non sono interessati ma l'ufficiale risponde che è necessario offrirsi volontari nel DET perché è di vitale importanza per il corso della guerra al terrorismo. Trasferiti in Ulster, Andy e i suoi commilitoni trascorrono così sei mesi di addestramento che comprendono tecniche si sorveglianza, contro-sorveglianza, comunicazione e perquisizione. Alla fine del 1987 Andy convola a nozze con Fiona, durante una licenza, andando in luna di miele in Cornovaglia a Natale insieme alla piccola Kelly. Ritornato in Ulster, prende parte a diverse operazioni ai danni dell'IRA, venendo anche promosso caporale. Tornato a casa verso la fine del 1988, scopre che il suo matrimonio con Fiona sta rischiando di collassare a causa della sua lunga lontananza.
All'inizio del 1989 il SAS si addestra in Libano per un'eventuale missione di salvataggio in favore degli inviato dell'ONU Terry Waite, del giornalista John McCarty e di Brian Keenan, tutti rapiti a Beirut. Dopo settimane di esercitazioni la missione è annullata ed Andy e i suoi commilitoni tornano a casa delusi. Gli ostaggi vengono comunque rilasciati sani e salvi.
Nel marzo 1989, Andy e i commilitoni dello Squadrone B vengono spediti nelle giungle dell'America Latina per operazioni antidroga contro i narcos. I commando britannici cominciano ad addestrare circa 50 poliziotti paramilitari della Brigata Narcotici e nel frattempo organizzano operazioni di ricognizione nella giungla per individuare le raffinerie di cocaina. Durante un raid in una raffineria si scatena una sparatoria che termina con l'arresto di cinque narcos e l'uccisione di uno di loro, (unica perdita tra i 20 incursori che partecipano all'azione è un ferito) dopodiché le pattuglie evacuano dalla raffineria con due elicotteri Huey insieme ai prigionieri.
Nell'agosto 1990 l'Iraq, sotto il governo del dittatore Saddam Hussein, invade l'emirato Kuwait e nello stesso mese Andy e Fiona decidono di divorziare. Promosso sergente ed assegnato al CRW, Andy non vede l'ora di finire il servizio nell'antiterrorismo per tornare in azione nei deserti del Medio Oriente; nel frattempo conosce Jill e i due si fidanzano.
Il resto della sua avventura irachena verrà poi approfondita nelle altre sue autobiografie Pattuglia Bravo Two Zero e Plotone Sette.